# Johan Ångström
Johan Ångström, född den 24 september 1813 på Lögdö bruk i Medelpad, död den 19 januari 1879 i Örnsköldsvik, var en svensk läkare och botanist. Han var bror till Anders och Carl Arendt Ångström.
Ångström, som var prästson, blev medicine doktor vid Uppsala universitet 1852, kirurgie magister 1853, provinsialläkare i Lycksele samma år och i Örnsköldsviks distrikt 1868. Han företog flera botaniska resor i Sverige och Norge samt 1843 i Finland, ryska Karelen och ryska Lappmarken. 
Ångström utgav många smärre botaniska skrifter av floristiskt innehåll över Botrychium, Carex, Poa med flera släkten, men var dock främst bryolog och skrev Dispositio muscorum in Scandinavia hucusque cognitorum (1842), Symbolæ ad bryologiam scandinavicam (1844) med mera, samt gjorde bearbetningar av Nils Johan Anderssons mossor från fregatten "Eugenies" världsomsegling 1851-53 (tryckt 1872-76) och Regnells mossamlingar från Brasilien (1876). 
Efter Ångström uppkallades mossläktet Aongstroemia. Auktorsnamnet Ångström kan användas för Johan Ångström i samband med ett vetenskapligt namn inom botaniken; se Wikipediaartiklar som länkar till auktorsnamnet.